# دي الرحب (العدين)

تعديل مصدري - تعديل

دي الرحب محلة تابعة لقرية عنقب، التابعة لعزلة بني هات بمديرية العدين إحدى مديريات محافظة إب في الجمهورية اليمنية.، بلغ تعداد سكانها 33 حسب تعداد اليمن لعام 2004.